# Aurélien Chedjou
Aurélien Chedjou (Duala, 20 de junho de 1986), é um ex-futebolista camaronês que atuava como zagueiro.

## Carreira
Chedjou representou a Seleção Camaronesa de Futebol, nas Olimpíadas de 2008.  E esteve nas Copas do Mundo de 2010 e 2014.

## Gols internacionais
| Gol | Data                  | Local                         | Oponente | Placar | Resultado | Competição |
| --- | --------------------- | ----------------------------- | -------- | ------ | --------- | ---------- |
| 1.  | 8 de setembro de 2013 | Stade Ahmadou Ahidjo, Yaoundé | Líbia    | 1–0    | 1–0       | Amistoso   |

## Títulos

### Lille
- Ligue 1: 2010–11
- Copa da França: 2010–11

### Galatasaray
- Süper Lig: 2014-15
- Copa da Turquia: 2013-14, 2014-15, 2015-16
- Supercopa da Turquia: 2013-14, 2015-16, 2016-17